# Amory Prize
Der Amory Prize (ursprünglich Francis Amory Septennial Prize, deutsch Amory-Preis) ist ein Wissenschaftspreis für Reproduktionsbiologie und Reproduktionsmedizin – in sehr weitem Sinne. Er wird seit 1940 von der American Academy of Arts and Sciences vergeben.
Der Preis wurde 1938 aus dem Nachlass von Francis Amory aus Beverly, Massachusetts, gestiftet und sollte ursprünglich alle sieben Jahre für besondere Leistungen bei der Erforschung, Linderung oder Heilung von Erkrankungen der menschlichen Sexualorgane vergeben werden. Der Preis wurde zunächst tatsächlich alle sieben Jahre vergeben, zuletzt in unregelmäßigen Abständen von zwei bis 15 Jahren. In den letzten Jahren wurden sowohl biologische wie auch medizinische Forschungen ausgezeichnet.

## Preisträger
| Jahr | Preisträger                                               | Institution/Ort                                                                      | Begründung | Übersetzung |
| ---- | --------------------------------------------------------- | ------------------------------------------------------------------------------------ | --- | --- |
| 1940 | Ernst Laqueur                                             | Amsterdam, The Netherlands                                                           | For his contributions to the physiological, pharmacological, and clinical knowledge of the male sex hormones, and in particular for his investigations of sex hormones that resulted in the discovery of testosterone.                                                                                       | Für seine Beiträge zu Physiologie, Pharmakologie und Klinik der männlichen Geschlechtshormone, insbesondere für seine Arbeiten, die zur Entdeckung des Testosterons führten. |
| 1940 | Joseph Francis McCarthy                                   | New York, New York                                                                   | For the development of instrumental procedures for the examination, diagnosis, and treatment by way of the urethra of certain diseases of the bladder, prostate, and related organs. | Für seine Entwicklung apparativer Maßnahmen zur Untersuchung von Blase, Prostata und Nachbarorganen und zur Diagnosestellung von Erkrankungen dieser Organe durch die Harnröhre. |
| 1940 | Carl Richard Moore                                        | Chicago, Illinois                                                                    | For his studies of the physiology of spermatozoa and of the male reproductive tract of mammals. His work has demonstrated important influences of hormonal secretions of the male sex glands on the behavior of other components of the male reproductive apparatus.                                         | Für seine Arbeiten zur Physiologie der Spermien und zu den Geschlechtsorganen männlicher Säugetiere, mit denen der wichtige Einfluss der männliche Geschlechtshormone auf das Verhalten und weitere Bestandteile des Fortpflanzungsapparates gezeigt werden konnte.                                 |
| 1940 | Hugh Young                                                | Baltimore, Maryland                                                                  | For devising the operation of total prostatectomy by the perineal approach. Through this technique, obstruction to the outlet of the urinary bladder caused by cancer of the prostate gland is relieved without interfering with the normal function of the bladder.                                         | Für die Entwicklung der Prostatektomie über einen perinealen Zugang, mit der gestörte Urinabfluss bei Prostatakrebs wiederhergestellt werden kann, ohne die normale Blasenfunktion zu beeinträchtigen.                                                                                              |
| 1947 | Alexander B. Gutman                                       | New York, New York                                                                   | For his demonstration, aided by his wife, E. B. Gutman, of the usefulness of serum acid phosphatase determination in the diagnosis and management of patients with prostatic malignancy. | Für seinen Nachweis – gemeinsam mit seiner Frau E. B. Gutman – des Wertes der prostataspezifischen sauren Phosphatase zur Verlaufskontrolle bei Prostatakrebs. |
| 1947 | Charles Brenton Huggins                                   | Chicago, Illinois                                                                    | For his studies on the prostate gland, on the influence of several hormones on prostatic secretion, and on the diagnosis and treatment of cancer of the prostate that have brought relief to many men. | Für seine Studien zur Prostata, dem Einfluss verschiedener Hormone auf ihre Sekretion und zur Diagnose und Behandlung des Prostatakrebses, die vielen Männern Hilfe brachten. |
| 1947 | Willem Kolff                                              | Kampen, The Netherlands                                                              | For his development of an artificial kidney in the treatment of patients with uremia and for his monograph describing the construction of the apparatus, indications for its use, and observations on its effectiveness.                                                                                     | Für seine Entwicklung der „künstlichen Niere“ zur Behandlung von Patienten mit Urämie und seine Monografie, die die Herstellung, den Einsatz und den Erfolg der Methode beschreibt. |
| 1947 | Guy Frederic Marrian                                      | Edinburgh, Scotland                                                                  | For his research on the chemistry, biochemistry, and metabolism of the steroid hormones affecting the activity of the male and female generative tract, leading to important diagnostic and therapeutic measures.                                                                                            | Für seine Forschungen zu Chemie, Biochemie und Stoffwechsel der Steroidhormone mit Einfluss auf die Geschlechtsorgane, die zu wichtigen diagnostischen und therapeutischen Maßnahmen führten. |
| 1947 | George N. Papanicolaou                                    | New York, New York                                                                   | For his development of exfoliative cytology and its application to rapid and simple methods of diagnosis of cancer of the organs of the genitourinary tract. | Für seine Entwicklung des Zellabstrichs (Pap-Test) und seine Anwendung als schnelle und einfache Methode zur Diagnose des Gebärmutterhalskrebses. |
| 1947 | Selman Abraham Waksman                                    | New Brunswick, New Jersey                                                            | For his discovery of streptomycin, an antibiotic agent that has proved to be of great value in the treatment of infections common to the urinary passage. | Für seine Entdeckung des Streptomycins, ein Antibiotikum das einen großen Wert in der Behandlung von Infektionen der Harnwege gezeigt hat. |
| 1954 | Frederic Eugene Basil Foley                               | Lowry Medical Arts Building, St. Paul, Minnesota                                     | For the development of surgical procedures and instruments that have contributed greatly to the treatment of urological disease. | Für die Entwicklung chirurgischer Verfahren und Instrumente, die die Therapie urologischer Erkrankungen sehr vorangebracht haben. |
| 1954 | Choh Hao Li                                               | University of California, Berkeley, California                                       | For his work on the relation of the anterior pituitary hormones to the maintenance and functioning of the human reproductive organs. | Für seine Arbeiten zur Bedeutung der Hormone des Hypophysenvorderlappens zum Erhalt und zur Funktion der menschlichen Fortpflanzungsorgane. |
| 1954 | Thaddeus Mann                                             | Molteno Institute, University of Cambridge, Cambridge, England                       | For his basic contributions to the rapidly expanding field of the biochemistry of reproductive functions providing basic data stimulating research and clinical progress. | Für seine grundlegenden Beiträge zum rasch wachsenden Gebiet der Biochemie der Fortpflanzung, die sowohl Forschung als auch klinischen Fortschritt beflügelt haben. |
| 1954 | Terence Millin                                            | The Queen’s Gate Clinic, London, England                                             | For his valuable contribution to surgery by devising and developing the technique of retropubic prostatectomy for benign hyperplasia of the prostate and for adapting this technique to radical prostatectomy and vesiculectomy for the cure of cancer of the prostate.                                      | Für seine wertvollen Beiträge zur Chirurgie durch die Entwicklung der Technik der retropubischen Prostatektomie bei gutartiger Prostatavergrößerung und durch die Anpassung der Methode zur radikalen Prostatektomie einschließlich Entfernung der Samenbläschen bei Prostatakrebs.                 |
| 1954 | Warren O. Nelson                                          | State University of Iowa, College of Medicine, Iowa City, Iowa                       | For his penetrating studies of the structural relationships of the male sex organs and of the factors that determine the functional activities of the various components thereof. | Für seine profunden Arbeiten zu den strukturellen Zusammenhängen zwischen den männlichen Geschlechtsorganen und den verschiedenen Faktoren die die Funktion der einzelnen Elemente bestimmen. |
| 1954 | Frederick J. Wallace                                      | American Cystoscope Makers, Inc., New York, New York                                 | For his cooperation with the urological profession in developing diagnostic and therapeutic instruments that have contributed materially to the technical advances in this specialty. | Für seine Zusammenarbeit mit Urologen bei der Entwicklung von diagnostischen und therapeutischen Instrumenten, die bedeutend zur technischen Entwicklung des Fachgebietes beigetragen haben. |
| 1954 | Lawson Wilkins                                            | Johns Hopkins University, Baltimore, Maryland                                        | In recognition of his significant contributions to fundamental knowledge of growth and development of secondary sex characteristics in men and his brilliant application of adrenal cortical hormone to their management and treatment.                                                                      | In Anerkennung seiner wichtigen Beiträge zum Grundlagenverständnis des Wachstums und der Entwicklung der sekundären Geschlechtsmerkmale des Mannes und für seine geniale Anwendung von Hormonen der Nebennierenrinde zur Behandlung von Störungen in diesem Bereich.                                |
| 1961 | J. Hartwell Harrison, David M. Hume, Joseph Edward Murray | Peter Bent Brigham Hospital, Boston, Massachusetts                                   | For their surgical finesse in developing the technique of renal transplantation in humans. | Für chirurgisches Geschick bei der Entwicklung der Technik der Nierentransplantation beim Menschen. |
| 1961 | John P. Merrill, Benjamin F. Miller, George W. Thorn      | Peter Bent Brigham Hospital, Boston, Massachusetts                                   | For their imaginative handling of the medical problems connected with the management of renal failure and kidney transplantation. | Für ihre schöpferischen Lösungen medizinischer Problem im Zusammenhang von Nierenversagen und Nierentransplantation. |
| 1961 | Harry Goldblatt, Eugene F. Poutasse                       | Mount Sinai Hospital, Cleveland, Ohio                                                | For their studies of renal ischemia and hypertension in humans and the development cures thereof. | Für ihre Arbeiten zu Durchblutungsstörungen der Niere und arterieller Hypertonie und für die Entwicklung von Behandlungsmethoden hierfür. |
| 1961 | Eugene M. Bricker, Justin J. Cordonnier                   | Washington University, St. Louis, Missouri                                           | For the suggestion, careful development, application, and evaluation of urinary diversion by uretral transplantation to a segment of ileum. | Für das Ersinnen, die sorgfältige Entwicklung, Anwendung und Evaluation der Wiederherstellung der Harnwege durch Ileum-Interponate. |
| 1970 | Geoffrey Wingfield Harris                                 | University of Oxford, England                                                        | For pioneering work in the field of glandular physiology, particularly on the role of the brain in regulating the functions of the pituitary gland, opening to research a vast new field of neuroendocrinology.                                                                                              | Für bahnbrechende Arbeiten zur Physiologie endokriner Drüsen, insbesondere zur Bedeutung des Gehirns bei der Steuerung der Hypophyse, womit das weite Feld der Neuroendokrinologie eröffnet wurde.                                                                                                  |
| 1970 | Hans Ussing                                               | University of Copenhagen, Denmark                                                    | For important contributions to renal and electrolyte physiology and for his ingenious studies on the transport and hormonal regulation of sodium and water across isolated frog skin, which has led to a new understanding of the transport processes that are basic to the functioning of the human kidney. | Für wichtige Beiträge zur Physiologie der Niere und der Blutsalze und für seine genialen Studien zum Transport und zur Steuerung von Wasser und Natrium durch Froschhaut, was letztlich zu neuen Erkenntnissen zur Funktion der grundlegenden Transportprozesse der menschlichen Niere geführt hat. |
| 1975 | Sune BergströmBergström                                   | Karolinska Institutet, Stockholm, Sweden                                             | For work in elucidating the chemical structure of prostaglandins. | Für seine Arbeiten zur Aufklärung der Struktur der Prostaglandine. |
| 1975 | Min Chueh Chang                                           | Worcester Foundation for Experimental Biology, Worcester, Massachusetts              | For work in the physiology of reproduction and the capacitation of spermatozoa. | Für seine Arbeiten zur Reproduktionsphysiologie und der Kapazitation der Spermien. |
| 1975 | Howard Guy Williams-Ashman                                | Ben May Laboratory for Cancer Research, University of Chicago, Chicago, Illinois     | For his research in the biochemistry of reproduction and the uncovering of novel biological macromolecule and enzymic processes. | Für seine Forschungen zur Biochemie der Reproduktion und zur Entdeckung neuer biologischer Makromoleküle und enzymatischer Prozesse. |
| 1977 | Elwood V. Jensen                                          | University of Chicago, Chicago, Illinois                                             | For pioneering studies of the mode of action of estrogenic hormones. | Für bahnbrechende Arbeiten zur Wirkungsweise der Estrogene. |
| 1977 | Mary Frances Lyon, FRS                                    | Head, Genetics Section, Medical Research Council Radiobiology Unit, Harwell, England | For genetic discoveries relating to mammalian sex chromosomes. | Für genetische Entdeckungen im Zusammenhang mit den Geschlechtschromosomen. |
| 1977 | Jean D. Wilson                                            | University of Texas, Southwestern Medical School, Dallas, Texas                      | For contributions to the understanding of androgenic hormones and their relation to human disease. | Für Beiträge zum Verständnis von Androgenen und ihrer Beziehung zu Erkrankungen des Menschen. |
| 1981 | Susumu Ohno                                               | Division of Biology, City of Hope National Medical Center, Duarte, California        | For fundamental contributions to the biology of sex chromosomes and sex-linked genes. | Für grundlegende Beiträge zur Biologie von Geschlechtschromosomen und Genen in Zusammenhang zum Geschlecht. |
| 1984 | Henry A. Lardy                                            | University of Wisconsin                                                              | For work on the metabolism and function of spermatozoa. | Für Arbeiten zu Stoffwechsel und Funktion von Spermien. |
| 1988 | Beatrice Mintz                                            | The Institute for Cancer Research, Fox Chase, Philadelphia, Pennsylvania             | For contributions to reproductive biology and cell differentiation. | Für Beiträge zur Reproduktionsbiologie und Zelldifferenzierung. |
| 1992 | David L. Garbers                                          | University of Texas Southwestern Medical Center, Dallas, Texas                       | For discovery and identification of factors that regulate sperm function. | Für die Entdeckung und Identifizierung von Faktoren die die Funktion der Spermien regulieren. |
| 1997 | Peter N. Goodfellow                                       | SmithKline Beecham, Harlow, Essex, England                                           | For pioneering work on the genetic basis of male sex determination. | Für bahnbrechende Arbeiten zu den genetischen Grundlagen der männlichen Geschlechtsdetermination. |
| 1997 | Robin Lovell-Badge                                        | MRC, National Institute for Medical Research, Mill Hill, London, England             | For pioneering work on the genetic basis of male sex determination. | Für bahnbrechende Arbeiten zu den genetischen Grundlagen der männlichen Geschlechtsdetermination. |
| 1997 | David C. Page                                             | Whitehead Institute, MIT, Cambridge, Massachusetts                                   | For pioneering work on the genetic basis of male sex determination. | Für bahnbrechende Arbeiten zu den genetischen Grundlagen der männlichen Geschlechtsdetermination. |
| 2012 | Patrick Craig Walsh                                       | Johns Hopkins University, Baltimore, Maryland                                        | For research and surgical innovation in the treatment of prostate cancer. | Für die Erforschung und Entwicklung neuer chirurgischer Verfahren zur Behandlung des Prostatakrebses. |
| 2017 | Barbara J. Meyer                                          | University of California, Berkeley                                                   | For her breakthrough solutions to long-standing mysteries about chromosomal expression and sex determination. | Für ihre Durchbrüche bei der Erforschung lange Zeit rätselhafter Fragen der chromosomalen Expression und der Geschlechtsdetermination. |
| 2020 | Ruth Lehmann                                              | Massachusetts Institute of Technology                                                | For contributing to knowledge and progress in areas including DNA repair, embryonic development, RNA regulation, and stem cell research | Für Beiträge zu Wissen und Fortschritt in Bereichen wie DNA-Reparatur, Embryonalentwicklung, RNA-Regulierung und Stammzellenforschung |
| 2020 | Gertrud M. Schüpbach                                      | Princeton University                                                                 | For contributing to knowledge and progress in areas including DNA repair, embryonic development, RNA regulation, and stem cell research | Für Beiträge zu Wissen und Fortschritt in Bereichen wie DNA-Reparatur, Embryonalentwicklung, RNA-Regulierung und Stammzellenforschung |
| 2023 | Haifan Lin                                                | Yale University                                                                      | For essential contributions to the fields of reproductive biology, developmental biology, and stem cell biology | Für grundlegende Beiträge auf den Gebieten der Reproduktionsbiologie, Entwicklungsbiologie und Stammzellbiologie |